# Mwng
Albums de Super Furry Animals
Guerrilla (en)
(1999) Rings Around the World
(2001)
Singles
1. Ysbeidiau Heulog (en)
Sortie : 1er mai 2000

Mwng est le quatrième album studio du groupe gallois de rock Super Furry Animals. Il est sorti le 15 mai 2000 sur le label du groupe, Placid Casual.
Il se compose entièrement de chansons en gallois. Son titre signifie « crinière » dans cette langue.

## Histoire
La plupart des chansons de Mwng ont été écrites par le groupe pendant l'enregistrement de leur précédent album, Guerrilla (en), à l'exception de la reprise de Y Teimlad de Datblygu (en) et de Dacw Hi, écrite par Gruff Rhys en 1987.
L'album est enregistré dans les conditions du direct. Il ne coûte que 6 000 livres à produire, soit nettement moins que Guerrilla. Musicalement, il constitue un hommage au rock anglais et américain des années 1960, 1970 et 1980, sans influences galloises explicites. Gruff Rhys décrit Ymaelodi â'r Ymylon comme une lettre d'amour aux Beach Boys et Ysbeidiau Heulog comme une concession à Electric Light Orchestra.
À sa sortie, Mwng se classe no 11 des ventes au Royaume-Uni. Il devient l'un des albums en gallois les plus vendus de tous les temps.

## Fiche technique

### Chansons
Toutes les chansons sont écrites et composées par Super Furry Animals, sauf Dacw Hi (Ffa Coffi Pawb) et Y Teimlad (David R. Edwards).
| No  | Titre                                          | Durée |
| --- | ---------------------------------------------- | ----- |
| 1.  | Drygioni                                       | 1:23  |
| 2.  | Ymaelodi â'r Ymylon                            | 2:57  |
| 3.  | Y Gwyneb Iau                                   | 3:54  |
| 4.  | Dacw Hi (reprise de Ffa Coffi Pawb (en))       | 4:18  |
| 5.  | Nythod Cacwn                                   | 3:46  |
| 6.  | Pan Ddaw'r Wawr                                | 4:29  |
| 7.  | Ysbeidiau Heulog (en)                          | 2:51  |
| 8.  | Y Teimlad (reprise de Datblygu (en))           | 4:40  |
| 9.  | Sarn Helen                                     | 4:18  |
| 10. | Gwreiddiau Dwfn/Mawrth Oer ar y Blaned Neifion | 7:55  |

Aux États-Unis, Mwng est édité avec un CD bonus intitulé Mwng Bach (« petite crinière »). Ce disque bonus est repris dans la réédition de l'album publiée par Domino Records en 2015.
| 1. | Cryndod yn Dy Lais                            | 3:13 |
| 2. | Trons Mr Urdd                                 | 4:37 |
| 3. | Calimero                                      | 2:23 |
| 4. | Sali Mali                                     | 4:35 |
| 5. | (Nid) Hon Yw'r Gân Sy'n Mynd i Achub yr Iaith | 3:49 |

### Musiciens

#### Super Furry Animals
- Gruff Rhys : chant, guitare rythmique, batterie sur Nythod Cacwn
- Huw Bunford : guitare solo, chœurs
- Guto Pryce : basse
- Cian Ciaran : claviers, harmonium, chœurs
- Dafydd Ieuan : batterie, chœurs

#### Musiciens supplémentaires
- Gary Alesbrook : trompette
- Matt Sibley : saxophone
- Can Pierce, Llyr Pierce : claquements de mains
- Gorwel Owen : stylophone

### Équipe technique
- Super Furry Animals : production, mixage, mastering
- Gorwel Owen : production, ingénieur du son, mixage (studios Ofn)
- Greg Haver : ingénieur du son (studios Famous)
- Michael Brennan Jr. : ingénieur du son (studios Real World)
- Stuart Hawkes : mastering (Metropolis)
- Peter Fowler (en) : illustration de la pochette
- John Mark James : conception de la pochette

### Classements et certifications
| Classement                    | Meilleure position |
| ----------------------------- | ------------------ |
| Royaume-Uni (UK Albums Chart) | 11                 |